# Honoré d'Amiens
Pour les articles homonymes, voir Saint Honoré.
Honoré d'Amiens (né un 12 juin dans les années 500 et mort un 16 mai vers 600) est, selon la tradition, le huitième évêque d'Amiens. Patron des boulangers et de la Picardie, il est vénéré comme saint dans l'Église catholique romaine et l'Église orthodoxe.

## Biographie

### Critique des sources
La principale source dont nous disposons est une Vie de S. Honoré, composée vers la fin du XIe siècle, par un chanoine d'Amiens, d'après d'anciens manuscrits et les Légendaires d'Amiens. 
L'historicité des épisodes de la vie de ces saints reste souvent douteuse car ces épisodes se retrouvent dans l'hagiographie tels qu'ils apparaissent dans les coutumes ou dans le folklore. Ainsi la structure même du récit des Vitae se rencontre dans d'autres Vies de saints dont les auteurs reprennent généralement des « conventions littéraires d'un modèle biblique qui façonnait leurs modes de pensée et d'expression ». 
Ce saint bénéficie ainsi d'une légende hagiographique avec une vie semée de miracles et une puissance de thaumaturge qui se prolonge longtemps après sa vie.

### Récits hagiographiques
Honoré serait né au village de Port-le-Grand, dans le Ponthieu, au début du VIe siècle. Sa famille, selon les Bollandistes, était l'une des premières du pays. Un jour, Honoré, enfant dissipé, aurait annoncé à sa nourrice qui était en train de faire cuire son pain qu'il voulait devenir évêque , elle lui aurait répondu, incrédule : « Et quand ma pelle aura des feuilles, tu seras évêque ! » Elle ne croyait pas si bien dire car selon la tradition, le miracle se produisit. La pelle se mit à reverdir et même à fleurir. Le jour où il devint évêque, elle planta dans la cour la pelle de four qui s'épanouit en un mûrier porteur de feuilles et de fruits. 

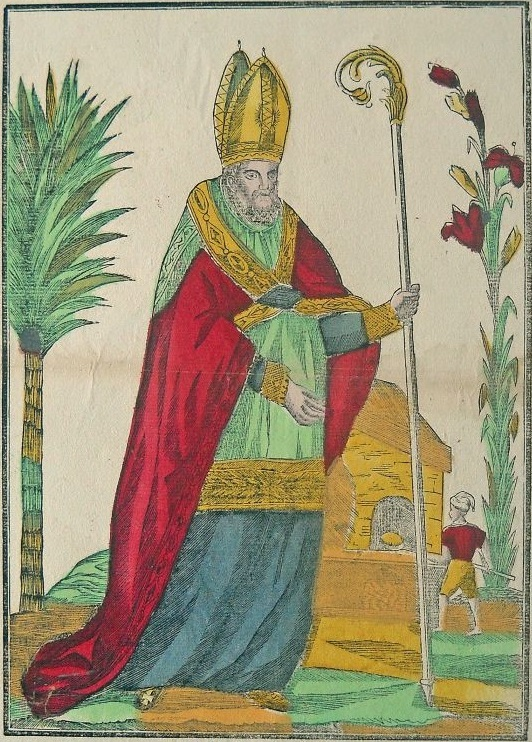
Saint Honoré, évêque, patron des boulangers, Montbéliard, imprimerie des Frères Deckherr, début du XIX.

Selon la légende, dès son jeune âge, Honoré aurait témoigné de pieuses dispositions : les prières et le jeûne faisant ses délices. On lui donna pour maître Beatus, évêque d'Amiens. À la mort de son père spirituel, survenue vers 554, le peuple et 
le clergé, édifiés par son zèle et ses vertus, l'auraient désigné pour lui succéder. Comme Honoré refusait cet honneur, un rayon céleste et une huile mystérieuse seraient descendus sur sa tête, signe de la volonté divine. Il se trouvait ainsi miraculeusement consacré.
En souvenir de ce miracle, en 1202, un boulanger parisien nommé Renold Théreins (ou Renold Chereins) offrit neuf arpents de terre pour la construction d'une chapelle à saint Honoré qui devint ainsi le saint patron des boulangers fêté le 16 mai
La vie de saint Honoré fut simple, exempte de rigueurs et de supplices. Les miracles que la tradition chrétienne attribue au huitième évêque d'Amiens ne sont pas empreints du merveilleux terrible ou suave qui illumine d'habitude les récits de La Légende dorée de Jacques de Voragine. 
La tradition rapporte qu'un dimanche de Pâques, comme Honoré célébrait la messe à la cathédrale Notre-Dame des Martyrs, dans ce qui est aujourd'hui le quartier Saint-Acheul d'Amiens, il vit apparaître, dans une nuée lumineuse, la main du Christ qui, saisissant l'hostie, le fit communier, renouvelant ainsi la grâce accordée, lors de la Cène, aux apôtres. Les armoiries de l'abbaye de Saint-Acheul portent une main en souvenir de ce miracle.
Saint Honoré évangélisa des contrées où la foi chrétienne était encore mal connue et il obtint d'innombrables conversions. Au cours d'une de ses visites épiscopales, il mourut à Port-le-Grand. C'était sans doute le 16 mai 600. Il fut enterré dans son village natal ; son corps fut placé sous le maître-autel d'une église bientôt bâtie en son honneur.

### Culte de saint Honoré

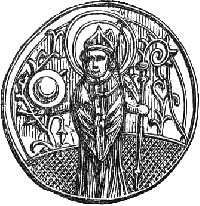
Saint-Honoré.

Les reliques de saint Honoré demeurèrent au lieu de sa mort jusqu'à l'invasion des Danois et des Normands. Pour les préserver de toute profanation, elles furent, à cette époque, conduites à Amiens. Cette translation fut marquée par un nouveau miracle : le corps avait été déposé dans l'église Saint-Pierre et Saint-Paul. Lorsqu'on l'enleva, pour le porter à la cathédrale, le crucifix, qui dominait le jubé, se pencha pour saluer la dépouille du saint évêque et l'accompagna longuement du regard. Ce Christ, à la tête inclinée, connu sous le nom de "Saint Sauve", se voit encore dans la cathédrale d'Amiens dont le tympan du portail méridional, dit de la Vierge dorée, retrace par ses sculptures divers épisodes de la vie de saint Honoré.
Au XIe siècle, sa renommée s'étendit à Paris où des Picards émigrés lui construisirent une église. Saint Honoré, patron des meuniers, des marchands de farine, des boulangers et pâtissiers, est fêté le 16 mai. On a donné son nom à une pâtisserie, le saint-honoré.
La rue Saint-Honoré et le faubourg Saint-Honoré à Paris l'ont rendu célèbre dans le monde entier, tout autant que la pâtisserie qui porte ce nom. 
À Amiens, une église moderne édifiée après 1945 à l'emplacement de l'église détruite par les bombardements de la Seconde Guerre mondiale, est placée sous le vocable de Saint-Honoré.